# عقد تسليم مفتاح
تم التعريف بهذا العقد منذ مطلع القرن العشرون، وذاع على وجه الخصوص في بناء المساكن (العمارات والفيلات) حيث يعهد مالك العقار إلى المقاول بتوريد المواد وإقامة البناء وتسليمه كاملاً مُعداً للسكن. ويُعتبر هذا العقد من العقود الذي استلزمته حركة التصنيع الكبرى التي صاحبت التقدم التكنولوجي الهائل. مما جعله القالب القانوني السائد لتنفيذ خطط التنمية في الدول النامية ولتحقيق التعاون التكنولوجي مع وبين الدول المتقدمة.

## تعريف
هو عقد إنشاءات تبرمه الدولة لتنفيذ المشروعات الكبرى التي تهم الاقتصاد القومي، كإنشاء مصانع حربية، مفاعلات ذرية، مطارات دولية. وفي مثل هذه المشروعات الكبرى، فالغالب أن يستعين المقاول بمقاولين من الباطن لتنفيذ العمليات التي تدخل في اختصاصهم.

## خصائص العقد
- عقد تسليم المفتاح نموذج من عقود التنمية، ويكون محله عادة إقامة منشأة صناعية وليس إقامة مبنى عادي. ويكون العقد بثمن إجمالي Lump Sum
- وغالباً ما يكون العقد بتكلفة مالية عالية ومخاطرة كبيرة (أكبر من 50 مليون دولار). وإذا كان العميل لا يملك المال اللازم لتنفيذ المشروع (خاصة عند ارتفاع تكلفته) فإنه عادة ما يلجأ لإحدى الطريقتين:

1. الاقتراض من البنوك الوطنية أو الأجنبية
2. الحصول على تيسيرات من المقاول، وأهمها تأجيل الوفاء بجزء من الثمن إلى ما بعد الانتهاء من المشروع وتشغيله لمدة معينة يتمكن خلالها الوفاء من حصيلة استثمار المشروع.

- يتولى المقاول التصميم والتنفيذ معاً. والذي غالباً ما يقوم كذلك بنقل التكنولوجيا.
- يمكن أن يكون عقداً شبه كامل، إذا اختفت بعض عناصره مثل شراء الأرض أو تمهيدها أو إدخال المياه والكهرباء أو شراء التكنولوجيا.
- في الصورة التقليدية لعقد تسليم المفتاح تنتهي التزامات المقاول بإتمام عمليات إقامة الأبنية وتوريد الآلات والأجهزة وتركيبها وتجريبها وتشغيل المصنع.
- قد يمتد عقد «تسليم مفتاح» إلى «عقد تسليم إنتاج» إذا كان من التزامات المقاول التشغيل وتدريب العاملين المحليين حتى تكتمل قدراتهم على إنتاج السلع بالمواصفات المطلوبة.[3]

## أطراف العقد
- العميل: وغالباً ما تكون الدولة
- حائز التكنولوجيا: وغالباً ما يكون عن طريق المقاول
- المقاول المنفذ: وغالباً مل يكون على هيئة كونسرتيوم Consortiumأو المشروع المشترك Joint Venture
- الاستشاري: وهو ليس تابعاً للعميل أو نائباً عنه ولكنه يرتبط معه بعقد خبرة هندسية يكون التزامه فيها هو التزام ببذل عناية.[4]

## الالتزامات
- التزامات المقاول: التزام المقاول في عقد «تسليم مفتاح» هو التزام بنتيجة، وهو مُعلق بالغرض الذي من أجله تم العقد، وتعدد التزامات المقاول في عقد تسليم مفتاح كما يلي:

1. التزام بنقل التكنولوجيا: عن طريق إعاء تراخيص للعميل باستعمال التكنولوجيا ويشمل ذلك التصميم، والتدريب، ونقل ملكات الإدارة العليا والتسويق.
2. التزام بإقامة المنشأة وتجهيزها: وتشمل إقامة الأبنية وتجهيزها بالمعدات اللازمة للتشغيل وتركيب الآلات، وتوريد قطع الغيار، والتأمين على العقد وتنفيذه ومعداته.
3. التزام بتقديم المساعدة الفنية في حالة «تسليم إنتاج»، وهو حالة خاصة من عقد تسليم مفتاح.
4. التزام بالتسليم: لنقل ملكية المصنع والتبعة عن الهلاك للعميل. ويكون التسليم بعد انتهاء التدريب وتسليم وثائق نقل التكنولوجيا وبيانات تشغيل وصيانة الآلات.
5. التزام بالضمان: ضمان العيوب بعد الإنجاز الكلي للمشروع وتجربته، ضمان مكونات المشروع، ضمانات بخصوص المرونة والتعديلات المستقبلية. وعادة ما يبين العقد العيوب التي يغطيها الضمان والعيوب التي يستبعدها الضمان. ويكون العميل هو المُكلف بإثبات هور العيب.[5]

- التزامات العميل:

يُمكن تلخيص التزامات العميل في عقد تسليم مفتاح كما يلي:
1. دفع الثمن
2. الالتزامات الذائعة في عقود المقاولة. مثل: تسليم الموقع، استخراج التراخيص، التعامل مع السلطات، توريد العمالة المحلية، والتعاقد معها، شراء قطع الغيار.
3. التزامات يُراد بها أن يكون للعميل سُلطة على المشروع مثل: عمل فحص أو عمل اختبارات في أي وقت خلال تنفيذ المشروع.
4. التزام بتسلم العمل، والذي ينتج عنه استحقاق المقاول لكامل مستحقاته قبل العميل.[5]

## فسخ العقد
لأن تنفيذ عقد تسليم مفتاح يتطلب نفقات باهظة وتجهيزات وجهود بشرية ضخمة، فإن عقد تسليم مفتاح يعالج الفسخ على أنه إجراء استثنائي مدمر ينبغي عدم اللجوء إليه إلا بسبب إخلال بالتزام عقدي جوهري. ولا يوجد تعريف جامع مانع للمخالفة الجوهرية، فهي تختلف باختلاف التطبيقات الخاصة، ومنها:
1. التأخير في إنهاء المشروع في الأجل المحدد مع سابق إعطائه أجلاً آخراً (أو آجالاً أخرى) للوفاء بالتزماته.
2. التخلي نهائياً عن المشروع
3. وقف التنفيذ لفترة طويلة دون سبب مقبول.
4. عدم المطابقة (ولابد أن تكون في شئ جوهري في العقد)
5. استخدام المقاول لمقاول من الباطن دون إذن مُسبق من العميل مع وجود شرط كتابي بذلك في العقد.
6. تخلف العميل عن آداء التزاماته الجوهرية مثل الثمن.

## آثار الفسخ الإتفاقي
1. يًقتصر أثر الفسخ على المستقبل فقط دون أثر رجعي له لما للأثر الرجعي من آثار اقتصادية غير مقبولة، بمعنى أن الفسخ هنا يُعتبر انتهاء للعقد.
2. أن الفسخ المترتب على التخلف عن تنفيذ جزء من العقد لا يؤدي إلى إنهاء العقد برمته، وإنما يقتص أثره على ذلك الجزء وحده فيما تظل أجزاء العقد الأخرى باقية.[6]